# Ken Noritake
Ken Noritake (18 luglio 1922 – 6 marzo 1994) è stato un calciatore giapponese, di ruolo attaccante.